# Correctores Romani
Als Correctores Romani (lat. für ‚römische Korrektoren‘) werden die Mitglieder einer von Papst Pius V. eingesetzten Kommission bezeichnet, die nach dem Konzil von Trient eine neue Ausgabe des Corpus Iuris Canonici (= CIC) erarbeiteten. Der Kommission gehörten zunächst fünf Kardinäle an: Marco Antonio Colonna, Ugo Buoncompagni (der spätere Gregor XIII.), Alessandro Sforza, Guglielmo Sirleto und Francesco Alciati; später kamen Guido Luca Ferrerio und Antonio Carafa hinzu. Dazu waren eine Reihe von Kanonisten Mitglieder der Kommission; im Lauf der Zeit gehörten der Kommission etwa 35 Personen an. Die Correctores standen außerdem im engen Austausch mit Antonio Agustín, der sich ebenfalls intensiv mit textkritischen Problemen kanonistischer Texte, vor allem des Decretum Gratiani, beschäftigte. Die Correctores verglichen die vorhandenen gedruckten Ausgaben des CIC mit zahlreichen mittelalterlichen Handschriften sowie mit Drucken und Handschriften der Quellen, die im CIC zitiert wurden (zum Beispiel Briefe Gregors des Großen).
Dabei stellte sich das Problem, dass zahlreiche Rechtsquellen des CIC spätantike oder mittelalterliche Fälschungen waren (zum Beispiel Pseudoisidor) oder im Wortlaut deutlich von den ursprünglichen Fassungen abwichen. Um die Kontinuität zur mittelalterlichen Kanonistik nicht zu gefährden, sollte die neue Ausgabe des CIC nicht zu stark verändert werden; insbesondere sollten Stellen, die in der Glossa ordinaria zitiert wurden, in der Neuausgabe in dem Wortlaut bewahrt werden, der in der Glossa zu lesen war. Außerdem sollten Texte, die für das Selbstverständnis des Papsttums wichtig waren (zum Beispiel die Konstantinische Schenkung) nicht in ihrer Echtheit oder ihrem Wortlaut angezweifelt werden. Diese beiden Vorgaben führten dazu, dass die Correctores trotz guter Kenntnis der Handschriften oft nur geringe Verbesserungen des Textes vornahmen. Andere frühneuzeitliche Ausgaben der gleichen Texte (zum Beispiel die Gratian-Ausgabe des Charles Dumoulin) hatten hinsichtlich Textkritik und Echtheitskritik erheblich bessere Ergebnisse erreicht. In der modernen Forschung sind daher die textkritischen Fähigkeiten der Correctores teilweise als geringer dargestellt worden, als sie es vermutlich waren.
Nach rund zwanzig Jahren Vorbereitung erschien 1582 die editio Romana genannte Neuausgabe des CIC, deren Wortlaut für den kirchlichen Gebrauch (d. h. für die kirchliche Gerichtsbarkeit, die Kanonistik und die Theologie) bis 1917 verbindlich war. Auch Ämilius Ludwig Richter und Emil Friedberg, zwei (protestantische) Herausgeber des CIC im 19. Jahrhundert, reproduzierten in ihren Editionen jeweils auch den Text der römischen Ausgabe, der dadurch bis heute in der Forschung präsent ist.

## Dieeditio Romanades CIC
- Corpus juris canonici emendatum et notis illustratum, 3 in 4 Bde., Rom 1582. (Digitalisate.)
  - Decretum Gratiani emendatum et notationibus illustratum una cum glossis. Gregorii XIII pontificis maximi iussu editum: ad exemplar Romanum diligenter recognitum. In aedibus Populi Romani, Rom 1582 (ucla.edu [abgerufen am 7. September 2022]).
  - Decretales D. Gregorii Papae IX. suae integritati una cum glossis restitutae ad exemplar Romanum. In aedibus Populi Romani, Rom 1582 (ucla.edu [abgerufen am 7. September 2022]).
  - Liber Sextus; Constitutiones Clementinae; Extravagantes Johannis XXII; Extravagantes Communes. In aedibus Populi Romani, Rom 1582 (ucla.edu [abgerufen am 7. September 2022]).